# Västerås GK
Västerås GK är Västerås äldsta golfklubb. Banan är en lätt kuperad parkbana som ligger centralt, 5 minuter från Västerås centrum.
Klubben bildades 1931 och en 3-håls bana anlades på Viksäng i Västerås. 1933 byggdes banan ut till 9 hål och blev året efter som 16:e klubb medlem i Svenska Golfförbundet. 1945 startades planerna på en ny bana på Bjärby. 1947 kunde 9 hål invigas. En ny bansträckning och ytterligare nio hål kom till under 1960-talet och den nya banan, ritad av Nils Sköld invigdes 1962. Banan har därefter byggts om ytterligare en gång. 2005 färdigställdes 4 nya hål och bansträckningen lades om.
Klubben, som 1987 valdes till Årets golfklubb, har en omfattande ungdoms- och elitverksamhet.